# Gunnar Jansson (militär)
Carl Gunnar Jansson, född 15 september 1941 i Bromma församling i Stockholm, död 3 januari 2006 i Ystads församling i Skåne län, var en svensk militär.

## Biografi
Jansson avlade officersexamen vid Krigsskolan 1964 och utnämndes samma år till fänrik i armén, varefter han befordrades till kapten vid Roslagens luftvärnsregemente 1972. Han befordrades till major 1975 och var lärare vid Luftvärnets stridsskola (LvSS) 1976–1980. Han var lärare vid Militärhögskolan 1981–1986 och befordrades till överstelöjtnant 1983. Åren 1986–1988 var han utbildningschef vid LvSS. År 1988 blev han överstelöjtnant med särskild tjänsteställning och var avdelningschef hos luftvärnsinspektören 1988–1989 samt chef för Gotlands luftvärnsbataljon 1989–1992. År 1993 befordrades han till överste och var chef för LvSS 1993–1995 samt chef för Skånska luftvärnskåren 1995–1997. Under år 1997 var han tillförordnad chef för Södra skånska regementet tillika tillförordnad befälhavare för Malmö försvarsområde. Jansson lämnade Försvarsmakten 1998.